# Bonnie Watson Coleman

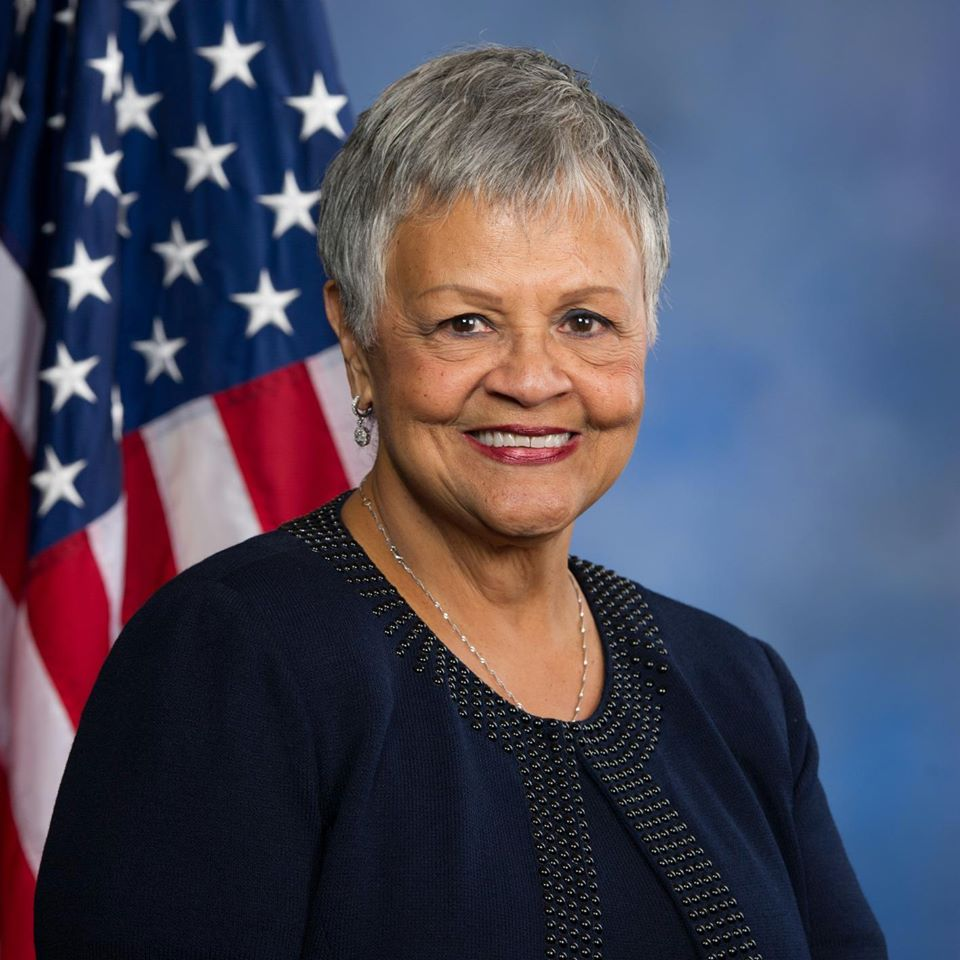
Bonnie Watson Coleman (2015)

Bonnie M. Watson Coleman (* 6. Februar 1945 in Camden, New Jersey) ist eine US-amerikanische Politikerin der Demokratischen Partei. Seit Januar 2015 vertritt sie den zwölften Distrikt des Bundesstaats New Jersey im US-Repräsentantenhaus.

## Werdegang
Bonnie Watson Coleman studierte an der Rutgers University politische Wissenschaften. Im Jahr 1985 absolvierte sie als 40-Jährige noch das Thomas Edison State College mit einem Bachelor of Arts. Sie bekleidete in der Staatsregierung verschiedene Positionen. Zwischen 1974 und 1980 war sie beim Verkehrsministerium als Abteilungsleiterin tätig. Dort leitete sie ein Bürgerrechtsdezernat. Später folgten Tätigkeiten im Ministerium für Öffentlichkeitsarbeit (Department of Community Affairs). Sie hat insgesamt drei Ehrendoktorwürden von der Rutgers University, dem College of New Jersey, sowie der Stockton University.
Watson Coleman lebt mit ihrem Mann William im Ewing Township (New Jersey). Das Paar hat drei erwachsene Kinder.

## Politische Laufbahn
Politisch schloss sie sich der Demokratischen Partei an. Zwischen 1998 und 2014 saß sie als Abgeordnete in der New Jersey General Assembly. Von 2006 bis 2009 leitete sie dort die demokratische Fraktion. Zwischen 2002 und 2006 gehörte sie auch dem Staatsvorstand ihrer Partei an.
Bei der Wahl 2014 wurde Watson Coleman im zwölften Wahlbezirk von New Jersey in das US-Repräsentantenhaus in Washington, D.C. gewählt, wo sie am 3. Januar 2015 die Nachfolge von Rush D. Holt Jr. antrat, der nicht mehr kandidiert hatte. Sie gewann mit 61:37 Prozent der Stimmen gegen die Republikanerin Alieta Eck.
Sie konnte die Wahlen in den Jahren 2016 bis 2024 ebenfalls gewinnen. Ihre aktuelle Legislaturperiode im Repräsentantenhaus des 119. Kongresses läuft noch bis zum 3. Januar 2027.

### Ausschüsse
Sie ist aktuell Mitglied in folgenden Ausschüssen des Repräsentantenhauses:
- Committee on Appropriations
  - Labor, Health and Human Services, Education, and Related Agencies
  - Transportation, Housing and Urban Development, and Related Agencies

Außerdem gehört sie dem Congressional Progressive Caucus an sowie über 30 weiteren Caucuses.